# ファイナルファンタジー・クリスタルクロニクル エコーズ・オブ・タイム
『ファイナルファンタジー・クリスタルクロニクル エコーズ・オブ・タイム』（FINAL FANTASY CRYSTAL CHRONICLES: Echoes of Time、略称: FFCC EoT）は、2009年1月29日にスクウェア・エニックスが発売したニンテンドーDS用・Wii用アクションRPG。
ファイナルファンタジーシリーズの派生シリーズタイトルであるファイナルファンタジー・クリスタルクロニクルシリーズ（以下FFCCシリーズ）の第4弾で、『ファイナルファンタジー・クリスタルクロニクル リング・オブ・フェイト』（以下『FFCC RoF』）の続編にあたる。

## 概要
FFCCシリーズ初、ニンテンドーDSとWiiの2つのハードで同時発売された。ニンテンドーWi-Fiコネクションやワイヤレス通信を使い、ニンテンドーDSとWiiでひとつのゲームを一緒に遊ぶことのできる世界初のタイトルである。また、ニンテンドーDS同士でのワイヤレス通信も可能。Wii版はWiiリモコンとヌンチャク対応の操作となっておりクラシックコントローラ、GCコントローラには対応していない。
TVCMに用いられるゲームソフトのイメージソングは「嘆きのキス」（ゲーム内には未収録）。前作『FFCC RoF』と同じくaikoが歌い、CMには女優の平愛梨が出演した。
ちなみに本作は公式コンプリートガイドのスタッフインタビューによるとシナリオ担当の三枝曰く、エンディングを迎えた時点でストーリーは半分の状態だという事であり、続編もありえるらしい。

### キャンペーン
予約特典 ミニコンピレーションアルバム『FINAL FANTASY CRYSTAL CHRONICLES SOUND SELECTION』
主な収録曲は以下のとおり
- Track 01 : 『FINAL FANTASY CRYSTAL CHRONICLES』より「はてしなき空」

- Track 02 : 『FINAL FANTASY CRYSTAL CHRONICLES Ring of Fates』より「リング・オブ・フェイトメドレー」
- Track 03 : 『小さな王様と約束の国 FINAL FANTASY CRYSTAL CHRONICLES』より「メインテーマ」
- Track 04 : 『FINAL FANTASY CRYSTAL CHRONICLES ECHOES of TIME』より「メインテーマ」

ニンテンドーDSi同梱版
『ファイナルファンタジー・クリスタルクロニクル エコーズ・オブ・タイム クリスタルクロニクル エディション』
（FINAL FANTASY CRYSTAL CHRONICLES Echoes of Time CRYSTAL CHRONICLES Edition）
ホワイトの本体をベースに、本ゲームのロゴに描かれた猫のモチーフが施されたオリジナルデザイン。
「ピザハット」とのタイアップ
2009年1月9日から2月8日まで、Mサイズのピザ購入者全員に本ゲームオリジナルデザインのピザボックスをプレゼントするキャンペーンが行われていた。また、PC用壁紙や携帯待ち受けや本ゲームのグッズをプレゼントするキャンペーンも行われていた。

### POLLUX ENGINE
Wii版とニンテンドーDS版を、ニンテンドーWi-Fiコネクションやワイヤレス通信で遊べるようにするための描画エンジン。両機種の描画の基データはDSのものであるため、Wii版の解像度に引き伸ばし使用しているが、その際にWiiの描画機能を使って映像を生成するためのエンジンである。仕様としては3Dの部分の解像度を上げてレンダリングしており、ニンテンドーDS用にプログラムやデータを作っても、そのままWiiで動作させることが可能である。なお3D面を最大にした場合、WiiとニンテンドーDSの解像度の差は4倍になる。

### DS版とWii版の違い
上記のPOLLUX ENGINE以外では「DS版はソフトリセットができる」「Wii版はフィールド部分とステータス部分の大きさの比率を自由に変えることができる」「Wii版は『ファイナルファンタジー・クリスタルクロニクル クリスタルベアラー』のトレイラーを収録している（ゲーム内のメニューから見られる）」がある。

### 通信中の同期方式について
本ゲームではキー入力データ同期方式と呼ばれる通信方式を用いている。キー入力データ同期方式とは通信元（A）の情報を通信先（B）に入力した場合、Bで処理されるAの情報がAの入力情報通りに処理される同期方式である。この方式は本ゲームの場合、敵や味方の位置関係や魔法詠唱などの動作に関して完全に同期がとれる利点がある。しかし、通信環境が悪いとAからBへの通信やBからAへの通信で遅延が生じるため、通信環境に依存しやすい欠点もある。

## ゲームの仕組み
基本は前作『FFCC RoF』と同じだが、自由に主人公を作れる点はマルチプレイに近い。
また種族にかかわらずほぼ全ての武器が装備できる。シングルプレイをする場合、仲間を探して雇うというシステムが追加されている。

## キャラクター

### 主要人物
主人公
誰を主人公にするかで姿と性別が変わる。16歳になった時、成人の儀式で森の奥のクリスタルに行く事になる。それが、身の回りの隠された真実の一端を明らかにする冒険の始まりとなる。
元々は16年前に森に捨てられていた捨て子で、その際にシェルロッタに拾われて村で育てられた為、本当の両親の顔は知らない。幼い頃クリスタル病に掛った事がある。ED後にクリスタル・コアによりシェルロッタと同等の能力を持っている事が明かされる。
シェルロッタ/謎の少女（声：井上麻里奈）
主人公が成人の儀の際、森の奥で出会う少女。種族はクラヴァットである。頭に大きなリボンを結わえ、胸元にはリボンに鈴を付けた黒い衣装を身に付けており、お尻からは猫の尻尾が生えている（扮装ではなく実際に生えている）。主人公とは幼なじみ。男性的な口調でやや言葉遣いが荒いが、主人公には甘い一面もある。ミルクが好き。クリスタルを産み出す能力を駆使し、主人公の活路を開いたりする。戦闘に巻き込まれた訳でもないのに、街の人々を倒していく等ストーリーが進むにつれてその言動や行動が激しくなる。
正体は2000年前森に出現したクリスタル・コアの光を浴び不老不死となった真のシェルロッタが、ラーケイクスの暴虐によりクリスタルと不死性の研究の為に拉致され、その際に彼女から意識や姿などを引き継いだエリルの飼い猫。また主人公が毎晩のように夢に見る謎の少女の正体はその真のシェルロッタである。村のあった森の中を2000年近く行き場も無く彷徨っていた。その際にまだ赤子だった主人公を拾い、育ててきた育ての親でもある。たまに猫の姿で村の中をうろついていたらしく、ノルシュターレンにはシェルロッタと猫のシェルロッタは別々に認識されていた。正体が猫であるからなのか、猫と普通に喋れる。
実験対象にされてしまったシェルロッタは様々な実験のせいで五感を失い身動きの取れない身体となったと思われていたが、実際にその状態となっていたのは意識と姿が猫のシェルロッタに引き継がれていた為だった。意識の無い身体はラーケイクスには単なる生体クリスタル製造機として扱われていたが、シェルロッタが主人公を救うべくラーケイクスとの決戦時に戦闘に介入し、真のシェルロッタに意識を返して復活。最後は元の猫の姿に戻ってしまう。自らクリスタル・コアを呼び出し、ラーケイクスを道連れにしてこの世を去ろうとする。その後の消息はクロニクルでのみ語られ、ED後の世界では巡り合う事は出来ない。一方猫の方はED後の村にて再会出来る。
ラーケイクス（声：納谷六朗）
図書館で出会う謎多き考古学者の老人。クリスタルに詳しい。種族はクラヴァット。ある研究をしており、主人公にクリスタル病の薬を渡す代わりにある事を頼むのだが、それは過去に起きたクリスタル枯渇の真相と未来における謎のクリスタル文明消失事件の解明の為。主人公のいる村にクリスタルがあると聞きつけ、主人公を利用して遺跡を発動させ、謎の事件を阻止する為にクリスタルを利用して塔を建設した。
2000年前にクリスタルを消費して動く動力源を製作した張本人であり、クリスタル枯渇の原因を造った人物。クリスタルの枯渇化に伴い自らの名声と地位が脅かされた事に対して異常とも言える執着心を持ち、事件の発生を阻止する事で自らの理論の正当性の立証とクリスタルによる文明の復活を目論む。シェルロッタのいた村を襲撃し、村人達を配下の怪物で惨殺。クリスタルを強奪しようとしたものの、それが自らと自らの研究を拒否する性質を持つクリスタル・コアだった為、断念。不老不死となっていたシェルロッタを拉致・研究し、生体クリスタル製造機として扱っていた。最後は復活したシェルロッタにクリスタル・コアを突き付けられ、事件の真相を告げられた上でクリスタル・コアと運命を共にする。
ベリアウルデ（声：飛田展男）
ラーケイクスの弟子であった人物。自分の師であるラーケイクスに不老不死の実験体にされた。一度クリスタル・コアによって死亡しているが、復活の過程でクリスタルの過度摂取によりモンスター化。彼の服装にあるベルトは彼がいる遺跡に拘束されているイメージだという。頭の煙突からは怒ると煙が出るらしい。
アンデッドセレブ（声：生天目仁美）

### 村の住人
主人公の住む村の住人達。ノルシュターレンを除く全員は2000年前にシェルロッタと一緒の村に住んでいた村人達で、ラーケイクスが引き連れたゴーレムに殺害され魂だけの存在として現世にとどまっていた。
ノルシュターレン
村で唯一の魔法使いウァルトリールに従事するユーク族の少女。極度の方向音痴で森で迷子になって遭難していた所を助けられてからずっと村に住み着いている。趣味は自分の状況を歌った歌だが、人から聞かれないようにこっそり歌っているつもり。村の秘密の一端には村に来た当初から気付いており、村人達と街に行った主人公の話に付いて行く為と、村人達を元に戻す為に必死に猛勉強していた為か、最終的には知識だけならラーケイクス並となっていた。魔術師としての能力があるかどうかは微妙。
元々は主人公が訪れる街で暮らしていた孤児であり、嫌な事から逃げ出すために、魔女が住むと言う森に入り、すべてを終わらせるつもりだった。
そして主人公が住む村で唯一、主人公と同じく魂だけの存在ではない（生きている）存在である。
エリル（声：又吉愛）
主人公とは幼なじみの年下の少女。彼女がクリスタル病に掛った事で、主人公が薬を求め街にいった事がある意味、冒険の発端となる。シェルロッタには妹同然に可愛がられており、クリスタル・コアの出現時にも一緒に立ち会っていたのだが、彼女は何故か不老不死にはならなかった。
リアン（声：小田久史）
エリルの兄。野菜を育てている。野菜への愛情は非常に強く名前を付けるほど。
イリーナ（声：生天目仁美）
主人公の住む村の村長オルジィの孫娘。種族はクラヴァット。
オルジィ（声：間宮康弘）
イリーナの祖父で村の村長。
トゥムリー（声：福島綾子）
リルティ族の女性。息子のフェルプルがトラトの説教を受けるたびに泣きながら激しく謝罪している。
フェルプル（声：大原桃子）
トゥムリーの息子。ウルズとは一番仲が良く一緒に行動している事が多い。
ウァルトリール（声：金野潤）
ノルシュターレンの師匠であるユーク族の男性。
バチェン（声：丹沢晃之）
セルキー族の中年男性。
トラト（声：東條加那子）
バチェンの妻。息子のウルズのやんちゃぶりにいつも手を焼かされており、悪さを見つけるたびに説教している。
ウルズ（声：韓由真）
バチェンとトラトの息子。仲良しのフェルプルと良くイタズラをしており一緒になってトラトに叱られている事が多い。

## 用語
クリスタル病
クリスタルに接する者が一生に一度掛る病気。一度発症して完治すると他の病気にはほとんど掛らないばかりか傷を負っても治りが早くなる。直す薬の材料の一つにモンスターの一部が使われているらしい。クリスタルが沢山あった二千年前はありふれた病気だったが、クリスタルが無くなり掛けた近代ではかかる者が滅多にいない為、ほとんど忘れ去られかけている。ケアルは効かない。
クロニクル
本作では主人公の日記。エンディング以降に冒険記として図書館の片隅に忘れ去られた形で置かれていたと記されている。
クリスタル・コア
クリスタルが枯渇しつつあった二千年前に突如として森の奥深くに出現したクリスタル。それまでのクリスタルとは性質の一部が異なるらしく、クリスタル文明の生み出した様々な産物の効能等とは相反する関係で、ラーケイクスによってその効果が確認された後は発見後も森の奥で放置されたままとなっている。本作のキーアイテムでもあり、主人公が成人の儀でシェルロッタに渡された小片もこれである。一時主人公に小片以外が吸収され、その後真のシェルロッタが召喚して失われたと思われたが、EDにて主人公の持っていた小片から復活している。
ちなみに能力の完全な発動には何故か砕かないといけないらしい。